# Santibáñez de Valcorba (kommun)
Santibáñez de Valcorba är en kommun i Spanien.   Den ligger i provinsen Provincia de Valladolid och regionen Kastilien och Leon, i den centrala delen av landet, 140 km norr om huvudstaden Madrid. Antalet invånare är 178.